# 市川武史
市川 武史（いちかわ たけし、1962年5月22日 - ）は、東京都出身の元アマチュア野球選手（投手）。右投右打。

## 来歴・人物
1980年夏に、国立高校が都立として初めて甲子園（第62回全国高等学校野球選手権大会）出場した時のエース。また1年の浪人後東京大学に入学し、東京六大学野球で投手として7勝（22敗）を挙げるなどの活躍をした。

### 高校時代
3年夏の西東京大会では全7試合81イニングを投げ抜き、ノーシードから優勝を果たす原動力となる。大会直前にオーバースローからサイドスローに変え、同じ直球でも縫い目の指の掛け方を工夫した（現在でいうツーシームやムービング・ファストボール）ことが功を奏し、並み居る強豪を封じ込める。国立高校の予選での打率が0.243と非力で、コールドゲームは0試合。市川にかかる負担はあまりに大きく、しかも準々決勝の佼成学園戦は1-1のまま延長18回でも決着つかず再試合となる。それでも再試合を6-3で制すると、準決勝では堀越を2-0で完封し、ついに決勝まで駒を進めた。3連投で迎えた決戦は、おそらく市川の疲労もピークに達していたと思われるが、神宮に詰めかけた観客は大半が“都立の星”を応援し、それが大きな力となった。相手の駒大高はそれに萎縮したのか市川から点を奪えず、両軍ゼロ行進のまま迎えた9回表、国立は2点をもぎ取ると、市川がその裏を見事抑え、都立初の偉業を成し遂げた。
甲子園では初戦で前年度（1979年）春夏連覇を達成した和歌山県代表の箕島と対戦し、0-5で初戦敗退した。
1980年 第62回全国高校野球選手権大会の戦績
- 西東京大会
  - 1回戦 ○ 2-0 都武蔵村山
  - 2回戦 ○ 4-0 都武蔵村山東
  - 3回戦 ○ 7-2 私武蔵
  - 4回戦 ○ 4-0 錦城
  - 準々決勝 △ 1-1 佼成学園（延長18回引き分け）
  - 準々決勝 ○ 6-3 佼成学園
  - 準決勝 ○ 2-0 堀越
  - 決勝 ○ 2-0 駒大高

- 甲子園大会

|      | 1 | 2 | 3 | 4 | 5 | 6 | 7 | 8 | 9 | 計 |
| ---- | - | - | - | - | - | - | - | - | - | -- |
| 箕島 | 0 | 0 | 0 | 2 | 1 | 0 | 0 | 0 | 2 | 5  |
| 国立 | 0 | 0 | 0 | 0 | 0 | 0 | 0 | 0 | 0 | 0  |

- 個人投手成績 ：9回 11安打 奪三振2 四死球5 自責3 防御率3.00
- 個人打撃成績 ：2打数0安打 打率.000

### 大学時代
高校卒業後は駿台予備校で1年間の浪人生活を経て、1982年4月に東京大学に入学。入学当初は学業に専念するため大学では野球を続けることは考えておらず、ゴルフ部に入部した。しかし大学生活に物足りなさを感じていた1年秋頃に当時監督の平野裕一から勧誘を受け、野球部に入部。東京六大学リーグ1982年秋のシーズンは最初二塁手として出場した。その後投手に復帰し、リーグ戦では早大から完封勝利を挙げるなど、80年代前半の「赤門旋風」に貢献し活躍した。大学通算成績は7勝22敗。

### 大学卒業後
東京大学理学部地球物理学科卒業後はキヤノンに技術者として就職した。
2025年4月現在はキヤノン常務執行役員デバイス開発本部長を務める。